# Miramont-Latour
Miramont-Latour település Franciaországban, Gers megyében. Lakosainak száma 144 fő (2022. január 1.). Miramont-Latour Gavarret-sur-Aulouste, Lalanne, Mirepoix, Pis, Puycasquier és Tourrenquets községekkel határos.

## Népesség
A település népességének változása:
| Lakosok száma | 167  | 112  | 125  | 148  | 158  | 161  | 163  | 155  | 151  | 144  |
|               | 1968 | 1982 | 1990 | 2006 | 2013 | 2015 | 2017 | 2019 | 2020 | 2022 |